# Paris Saint-Germain Handball
Il Paris Saint-Germain Handball è una squadra di pallamano maschile francese avente sede a Parigi. È stato fondato nel 1941. 
Nella sua storia ha vinto 12 campionati francesi, 5 Coppa di Francia e 5 Supercoppe francesi.

Disputa le gare interne presso lo Stade Pierre de Coubertin di Parigi il quale ha una capienza di 4.016 spettatori.

## Storia
Nel 2012 la Qatar Investment Authority diventa proprietaria al 100% del club e lo rinomina come Paris Saint-Germain Handball.

### Denominazioni
Nel tempo ha assunto diverse denominazioni:
- dal 1941 al 1985 era noto come Asnières Sports;
- dal 1985 al 1989 era noto come Paris-Racing-Asnières;
- dal 1989 al 1992 era noto come Paris-Asnières;
- dal 1992 al 2002 era noto come PSG-Asnières;
- dal 2002 al 2012 era noto come Paris Handball;
- dal 2013 ad oggi noto come Paris-Saint Germain Handball.

## Palmarès

### Trofei nazionali
- Division 1: 12

2012-13, 2014-15, 2015-16, 2016-17, 2017-18, 2018-19, 2019-20, 2020-21, 2021-22, 2022-23,
2023-24, 2024-25
- Coppa di Francia: 6

2006-07, 2013-14, 2014-15, 2017-18, 2020-21, 2021-22
- Coppa di Lega: 3

2016-17, 2017-18, 2018-19
- Supercoppa di Francia: 5

2014, 2015, 2016, 2019, 2023
- Division 2: 2

1989-90, 2009-10

## Presidenti e allenatori

### Presidenti
- 1941-1975  Christian Picard
- 1975-2003  Gérard Picard
- 2003-2009  Jean-Claude Lemoult
- 2009-2012  Jean-Paul Onillon
- 2012-  Nasser Al-Khelaïfi

### Allenatori
- 1941-1990 ???
- 1990-1994  Patrice Canayer
- 1994-1997  Risto Magdinčev
- 1997-2000  Nicolas Cochery
- 2000-2003  Boro Golić
- 2003-2004  Maxime Spincer
- 2004-2008  Thierry Anti
- 2008-2011  Olivier Girault
- 2011  Maxime Spincer
- 2011-2012  François Berthier
- 2012-2015  Philippe Gardent
- 2015-2018  Zvonimir Serdarušić
- 2018-2025  Raúl González
- 2025-  Stefan Madsen

## Rosa 2025-2026

### Giocatori
| N° | Naz.                   | Ruolo | Sportivo          | Anno |  |  |
| -- | ---------------------- | ----- | ----------------- | ---- |  |  |
| 1  | Danimarca (bandiera)   | P     | Mikkel Løkvist    | 2002 |  |  |
| 2  | Croazia (bandiera)     | T     | Mateo Maraš       | 2000 |  |  |
| 5  | Egitto (bandiera)      | T     | Yahia Omar        | 1997 |  |  |
| 6  | Paesi Bassi (bandiera) | T     | Luc Steins        | 1995 |  |  |
| 7  | Francia (bandiera)     | T     | Karl Konan        | 1995 |  |  |
| 9  | Svezia (bandiera)      | A     | Emil Mellegård    | 1997 |  |  |
| 14 | Spagna (bandiera)      | A     | Ferrán Solé       | 1992 |  |  |
| 16 | Danimarca (bandiera)   | P     | Jannick Green     | 1988 |  |  |
| 20 | Francia (bandiera)     | A     | Mathieu Grébille  | 1991 |  |  |
| 21 | Polonia (bandiera)     | PV    | Kamil Syprzak     | 1991 |  |  |
| 22 | Francia (bandiera)     | PV    | Luka Karabatić    | 1988 |  |  |
| 31 | Egitto (bandiera)      | T     | Abdelrahman Abdou | 1996 |  |  |
| 32 | Danimarca (bandiera)   | T     | Jacob Holm        | 1995 |  |  |
| 47 | Francia (bandiera)     | T     | Wallem Peleka     | 2002 |  |  |
| 66 | Francia (bandiera)     | T     | Noah Gaudin       | 1999 |  |  |
| 71 | Francia (bandiera)     | T     | Elohim Prandi     | 1998 |  |  |
| 97 | Francia (bandiera)     | PV    | Gauthier Loredon  | 2002 |  |  |

### Staff
- Allenatore:  Stefan Madsen
- Vice allenatore:  Henrik Møllgaard
- Preparatore dei portieri:  Patrice Annonay
- Preparatore atletico:  Arthur Yapo